# Charles C. Wilson
Pour les articles homonymes, voir Wilson et Charles Wilson.
Charles Cahill Wilson, né le 29 juillet 1894 à New York et mort le 7 janvier 1948 à Los Angeles, est un acteur américain (parfois crédité Charles Wilson).

## Biographie
Charles C. Wilson débute au théâtre et joue notamment à Broadway (New York) dans six pièces, la première en 1918, la dernière en 1931. Entretemps, mentionnons Lazybones (1924, avec George Abbott et Willard Robertson) et L'Affaire Donovan (1926, avec Ray Collins et Paul Harvey) d'Owen Davis, ainsi que The Man's Town de Willard Robertson précité (1930, avec Eduardo Ciannelli et Marjorie Main).
Au cinéma, second rôle de caractère parfois non crédité (souvent comme détective ou policier), il contribue à plus de deux-cent-cinquante films américains, les quatre premiers sortis en 1929, les quatre derniers (dont deux courts métrages) en 1948, année où il meurt prématurément (en janvier, à 53 ans), victime de varices œsophagiennes.
Parmi ses films notables, quelques-uns sont réalisés par Frank Capra, dont New York-Miami (1934, avec Claudette Colbert et Clark Gable), L'Homme de la rue (1941, avec Gary Cooper et Barbara Stanwyck) et La vie est belle (1946, avec James Stewart et Donna Reed). Citons également La Brute magnifique de John G. Blystone (1936, avec Victor McLaglen et Binnie Barnes), Le Retour du docteur X de Vincent Sherman (1939, avec Humphrey Bogart et Wayne Morris), Tueur à gages de Frank Tuttle (1942), ou encore Week-end au Waldorf de Robert Z. Leonard (1945, avec Ginger Rogers et Lana Turner).

## Théâtre à Broadway (intégrale)
- 1918 : Mother's Liberty Bond de Parker Fisher
- 1924 : Lazybones d'Owen Davis : Elmer Ballister
- 1926 : L'Affaire Donovan (The Donovan Affair) d'Owen Davis : Ben Holt
- 1930 : The Man's Town de Willard Robertson : Connor
- 1930 : The Up and Up d'Eva Kay Flint et Martha Madison, mise en scène d'Howard Lindsay : Grady
- 1931 : Three Times the Hour de Valentine Davies : Angus McKee

## Filmographie partielle

### Années 1920
- 1929 : Lucky Boy de Norman Taurog et Charles C. Wilson
- 1929 : Acquitted de Frank R. Strayer
- 1929 : Song of Love d'Erle C. Kenton

### Années 1930
- 1931 : Secrets of a Secretary de George Abbott : un capitaine de police
- 1933 : L'affaire se complique (Hard to Handle) de Mervyn LeRoy : un geôlier
- 1933 : Prologues (Footlight Parade) de Lloyd Bacon et Busby Berkeley : un policier
- 1933 : Private Detective 62 de Michael Curtiz : un barman
- 1933 : Chercheuses d'or de 1933 (Gold Diggers of 1933) de Mervyn LeRoy : un détective adjoint
- 1933 : Héros à vendre (Heroes for Sale) de William A. Wellman : un policier
- 1933 : Le Bataillon des sans-amour (The Mayor of Hell) d'Archie Mayo : Wilson
- 1933 : Mary Stevens, M.D. de Lloyd Bacon : Walter Rising

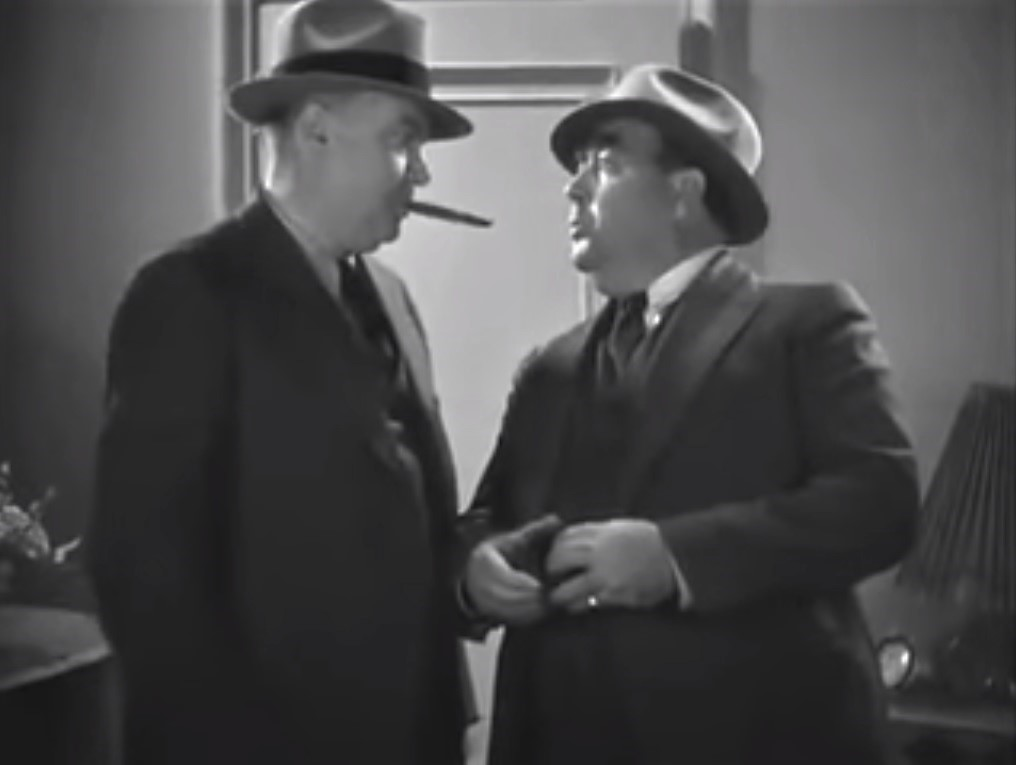
Avec Eugene Pallette (à d.), dans Meurtre au chenil (1933)

- 1933 : Meurtre au chenil (The Kennel Murder Case) de Michael Curtiz : le détective Hennessy
- 1933 : College Coach de William A. Wellman : Charles Hauser
- 1933 : Female de Michael Curtiz : le détective Falihee
- 1933 : Le Tourbillon de la danse (Dancing Lady) de Robert Z. Leonard : un gérant de club
- 1934 : New York-Miami (It Happened One Night) de Frank Capra : Joe Gordon
- 1934 : Franc Jeu (Gambling Lady) d'Archie Mayo : un détective
- 1934 : Le Cabochard (The St. Louis Kid) de Ray Enright
- 1934 : Affairs of a Gentleman d'Edwin L. Marin : l'inspecteur Quillan
- 1934 : Fog Over Frisco de William Dieterle : le détective O'Hagen
- 1934 : La Course de Broadway Bill (Broadway Bill) de Frank Capra : Collins
- 1934 : La Métisse (Behold My Wife) de Mitchell Leisen : un capitaine de police
- 1934 : Mariage secret (The Secret Bride) de William Dieterle : le lieutenant de police Forrest
- 1935 : La Clé de verre (The Glass Key) de Frank Tuttle : le District Attorney Edward J. Farr
- 1935 : Aller et Retour (The Gilled Lily) de Wesley Ruggles : le rédacteur en chef
- 1935 : Le Petit Colonel (The Little Colonel) de David Butler : Jeremy Higgins
- 1935 : Meurtre au Grand Hôtel ou Le Crime du Grand Hôtel (The Great Hotel Murder) d'Eugene Forde : Anthony Wilson
- 1935 : Baby Face Harrington de Raoul Walsh : le rédacteur en chef
- 1935 : Pas de pitié pour les kidnappeurs (Show Them No Mercy!) de George Marshall
- 1935 : Code secret (Rendezvous) de William K. Howard
- 1935 : The Case of the Curious Bride de Michael Curtiz : le capitaine du ferry
- 1935 : The Case of the Lucky Legs d'Archie Mayo
- 1935 : Imprudente Jeunesse (Reckless) de Victor Fleming : le rédacteur en chef
- 1935 : The Nitwits de George Stevens : le capitaine de police Jennings
- 1935 : L'Enfer (Dante's Inferno) d'Harry Lachman : un inspecteur de police
- 1935 : This Is the Life de Marshall Neilan : un directeur de théâtre
- 1936 : Strike Me Pink de Norman Taurog : Hardie
- 1936 : Empreintes digitales (Big Brown Eyes) de Raoul Walsh : l'avocat de l'accusation
- 1936 : L'Extravagant Mr. Deeds (Mr. Deeds Goes to Town) de Frank Capra : un garde à l'hôpital du comté
- 1936 : La Petite Provinciale (Small Town Girl) de William A. Wellman : M. Donaldson
- 1936 : Grand Jury de Albert S. Rogell : Clark
- 1936 : Show Boat de James Whale : Jim Green
- 1936 : Satan Met a Lady de William Dieterle : le lieutenant Pollock
- 1936 : Earthworm Tractors de Ray Enright : H. J. Russell
- 1936 : La Brute magnifique (The Magnificent Brute) de John G. Blystone : Murphy
- 1936 : La Chanson à deux sous (Pennies from Heaven) de Norman Z. McLeod : le directeur de la prison
- 1937 : J'ai le droit de vivre (You Only Live Once) de Fritz Lang : un inspecteur de police
- 1937 : Murder Goes to College de Charles Reisner : l'inspecteur Simpson
- 1937 : Alerte la nuit (Night Key) de Lloyd Corrigan : le capitaine de police Wallace
- 1937 : La Fille de Shanghai (Daughter of Shanghai) de Robert Florey : Schwartz
- 1938 : Les Anges aux figures sales (Angels with Dirty Faces) de Michael Curtiz : le lieutenant de police Buckley
- 1938 : When Were You Born de William C. McGann : l'inspecteur Jim C. Gregg
- 1938 : Zorro l'homme-araignée (The Spider's Web) de James W. Horne et Ray Taylor (serial) : Chase
- 1939 : Rose de Broadway (Rose of Washington Square) de Gregory Ratoff : le lieutenant de police Mike Cavanaugh
- 1939 : Le Père prodigue (Here I Am a Stranger) de Roy Del Ruth : le rédacteur en chef
- 1939 : Les Fantastiques Années 20 (The Roaring Twenties) de Raoul Walsh : un policier
- 1939 : Hôtel pour femmes (Hotel for Women) de Gregory Ratoff : Albert
- 1939 : Le Retour du docteur X (The Return of Doctor X) de Vincent Sherman : le détective Roy Kincaid
- 1939 : En surveillance spéciale (Invisible Stripes) de Lloyd Bacon

### Années 1940
- 1940 : Une femme dangereuse (They Drive by Night) de Raoul Walsh : Mike Williams
- 1940 : Ville conquise (City for Conquest) de Anatole Litvak : Bill
- 1941 : Le Visage derrière le masque (The Face Behind the Mask) de Robert Florey : le chef O'Brien
- 1941 : Tall, Dark and Handsome de H. Bruce Humberstone : Charles, assistant du procureur de district

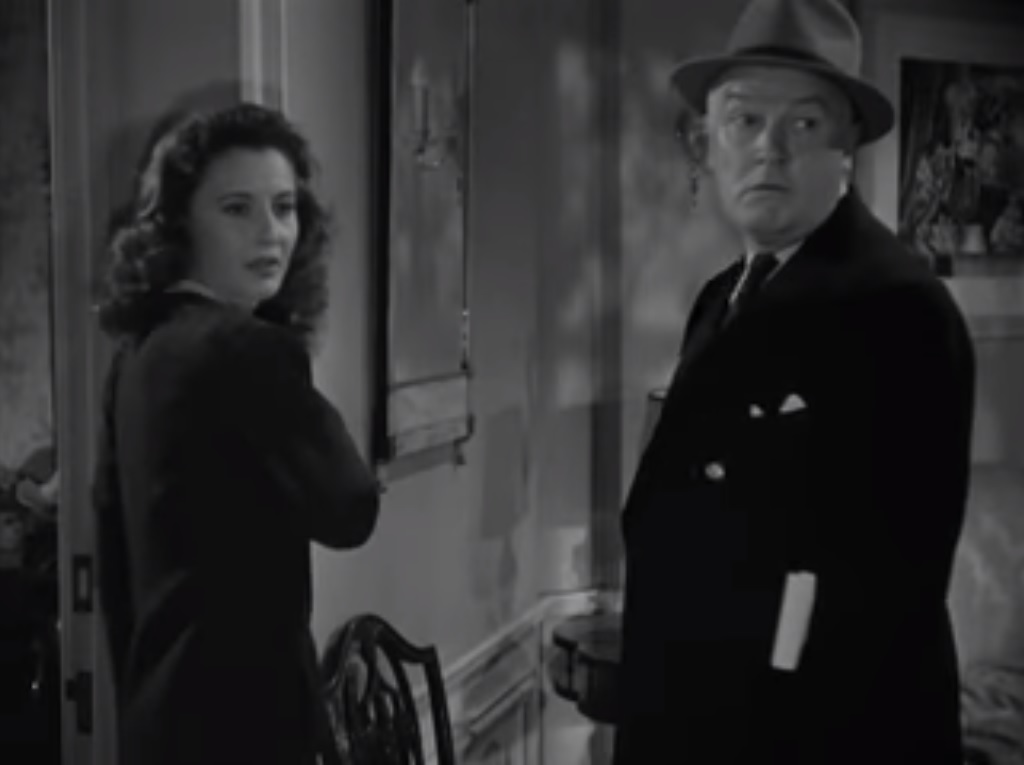
Avec Barbara Stanwyck, dans L'Homme de la rue (1941)

- 1941 : L'Homme de la rue (Meet John Doe) de Frank Capra : Charlie Dawson
- 1941 : Las Vegas Nights de Ralph Murphy : le shérif-adjoint Ed Silver
- 1941 : Dressed to Kill de Eugene Forde : le rédacteur en chef
- 1941 : Blues in the Night de Anatole Litvak : Barney
- 1942 : Qui perd gagne (Rings on Her Fingers) de Rouben Mamoulian : le capitaine Hurley
- 1942 : Le Mystérieux Docteur Broadway (Dr Broadway) d'Anthony Mann : le procureur de district McNamara
- 1942 : Tueur à gages (This Gun for Hire) de Frank Tuttle : le capitaine de police
- 1942 : Ton cœur est mon cœur (My Heart Belongs to Daddy) de Robert Siodmak : M. Jepson
- 1942 : Gentleman Jim de Raoul Walsh : Gurney
- 1943 : Batman de Lambert Hillyer (serial) : le capitaine de police Arnold
- 1944 : L'amour est une mélodie (Shine on Harvest Moon) de David Butler : le régisseur de théâtre
- 1944 : Le Juré disparu (The Missing Juror) de Oscar Boetticher Jr.  : le rédacteur en chef MacEllis
- 1945 : Les Millions de Brewster (Brewster's Millions) de Allan Dwan : Charlie, le directeur de théâtre
- 1945 : Two O'Clock Courage de Anthony Mann : le rédacteur en chef Brant
- 1945 : La Rue rouge (Scarlet Street) de Fritz Lang : un gardien
- 1945 : La Blonde incendiaire (Incendiary Blonde) de George Marshall : M. Ballinger
- 1945 : Week-end au Waldorf (Week-End at the Waldorf) de Robert Z. Leonard : « Hi » Johns
- 1946 : Larceny in Her Heart de Sam Newfield : le chef Gentry
- 1946 : La vie est belle (It's a Wonderful Life) de Frank Capra : Charlie
- 1946 : Suspense de Frank Tuttle : un officier de police
- 1946 : La Vie secrète de Walter Mitty (The Secret Life of Walter Mitty) de Norman Z. McLeod : un sergent de police
- 1946 : Bringing Up Father de Edward F. Cline : Frank